# Pallone d'oro (Messico)
Il Balón de Oro, noto anche come il Pallone d'Oro messicano, è una cerimonia di premiazione annuale della Federazione messicana di calcio, che al termine di ogni stagione assegna dei riconoscimenti a diverse categorie tra cui il miglior giocatore, capocannoniere, portiere, attaccante e allenatore della Primera División de México. 
Fondata al termine della stagione 1974-75, col nome di Citlalli, cambia denominazione a partire dal torneo di Clausura 2003. Dal 1996-97 il campionato messicano viene suddiviso in due fasi, definite Apertura e Clausura, pertanto si decide di conferire due premi distinti. Sospesa nella stagione 2001-02 e definitivamente cancellata nel settembre 2002, la manifestazione viene ripristinata nel 2003 con l'insediamento del nuovo organigramma federale e la pressione del main sponsor del campionato. Nel 2012 viene nuovamente sospesa e riaperta 4 anni dopo, dalla stagione 2015-16.

## Vincitori (miglior giocatore)
| Stagione          | Giocatore             | Squadra        |
| ----------------- | --------------------- | -------------- |
| 1974–75           | Ítalo Estupiñán       | Toluca         |
| 1975–76           | Rafael Chávez         | León           |
| 1976–77           | Cabinho (1)           | UNAM           |
| 1977–78           | Cabinho (2)           | UNAM           |
| 1978–79           | Hugo Sánchez          | UNAM           |
| 1979–80           | Miguel Marín          | Cruz Azul      |
| 1980–81           | Cabinho (3)           | Atlante        |
| 1981–82           | Gerónimo Barbadillo   | Tigres UANL    |
| 1982–83           | Cristóbal Ortega      | América        |
| 1983–84           | Héctor Zelada         | América        |
| 1984–85           | Manuel Negrete        | UNAM           |
| 1985–86           | Nessuno premio        | Nessuno premio |
| 1986–87           | Benjamín Galindo      | Guadalajara    |
| 1987–88           | Antônio Carlos Santos | América        |
| 1988–89           | Patricio Hernández    | Cruz Azul      |
| 1989–90           | Jorge Aravena         | Puebla         |
| 1990–91           | Luis García (1)       | UNAM           |
| 1991–92           | Luis García (2)       | UNAM           |
| 1992–93           | Ivo Basay             | Necaxa         |
| 1993–94           | Osmar Donizette       | Tecos UAG      |
| 1994–95           | Carlos Hermosillo     | Cruz Azul      |
| 1995–96           | Álex Aguinaga         | Necaxa         |
| 1996–97           | Alberto Coyote        | Guadalajara    |
| Inverno 1997      | Fabián Estay (1)      | Toluca         |
| Estate 1998       | Fabián Estay (2)      | Toluca         |
| Inverno 1998      | Cuauhtémoc Blanco (1) | América        |
| Estate 1999       | Fabián Estay (3)      | Toluca         |
| Inverno 1999      | Jesús Olalde          | UNAM           |
| Estate 2000       | Víctor Ruiz           | Toluca         |
| Inverno 2000      | Jared Borgetti (1)    | Santos Laguna  |
| Estate 2001       | Jared Borgetti (2)    | Santos Laguna  |
| Inverno 2001      | Nessun premio         | Nessun premio  |
| Estate 2002       | Nessun premio         | Nessun premio  |
| Apertura 2002     | José Cardozo          | Toluca         |
| Clausura 2003     | Guillermo Franco      | Monterrey      |
| 2003–04           | Oswaldo Sánchez (1)   | Guadalajara    |
| 2004–05           | Cuauhtémoc Blanco (2) | América        |
| Apertura 2005     | Oswaldo Sánchez (2)   | Guadalajara    |
| Clausura 2006     | Walter Gaitán         | Tigres UANL    |
| Apertura 2006     | Vicente Sánchez       | Toluca         |
| Clausura 2007     | Cuauhtémoc Blanco (3) | América        |
| Apertura 2007     | Daniel Ludueña        | Santos Laguna  |
| Clausura 2008     | Christian Benítez     | Santos Laguna  |
| Apertura 2008     | Sinha (1)             | Toluca         |
| Clausura 2009     | Christian Giménez     | Pachuca        |
| Apertura 2009     | Humberto Suazo (1)    | Monterrey      |
| Bicentenario 2010 | Sinha (2)             | Toluca         |
| Apertura 2010     | Humberto Suazo (2)    | Monterrey      |
| Clausura 2011     | Lucas Lobos (1)       | Tigres UANL    |
| Apertura 2011     | Lucas Lobos (2)       | Tigres UANL    |
| Clausura 2012     | Oribe Peralta (1)     | Santos Laguna  |
| Apertura 2012     | Oribe Peralta (2)     | Santos Laguna  |
| 2015–16           | André-Pierre Gignac   | Tigres UANL    |
| 2016–17           | Raúl Ruidíaz          | Morelia        |
| 2017–18           | Rubens Sambueza       | Toluca         |